# Der Hund von Baskerville (1939)
Der Hund von Baskerville (Originaltitel: The Hound of the Baskervilles) ist eine US-amerikanische Verfilmung des gleichnamigen Romans von Sir Arthur Conan Doyle aus dem Jahr 1939. Der enorme Erfolg führte dazu, dass 20th Century Fox noch im selben Jahr den Film Die Abenteuer des Sherlock Holmes produzierte, erneut mit Basil Rathbone und Nigel Bruce als Holmes und Watson.

## Handlung

### Handlung
Während der Flucht vor einer unbekannten Bedrohung bricht der herzkranke Sir Charles Baskerville im Moor von Dartmoore tot zusammen. Als Todesursache stellt man Herzschwäche fest, doch Charles’ langjähriger Arzt und Freund Mortimer bezweifelt dies. Als Charles’ Erbe, sein Neffe Henry, aus Kanada eintreffen soll, besucht Mortimer Holmes. Am Fundort der Leiche fand Mortimer nämlich Fußabdrücke eines übergroßen Hundes. Dies passt zu einer Legende: Nach dieser wurde der ruchlose Sir Hugo Baskerville vor Jahrhunderten von einem Riesenhund zerfleischt, und alle seine Erben sollen ebenfalls später auf mysteriöse und plötzliche Art und Weise gestorben sein.
Sir Henry Baskerville entpuppt sich als freundlich und gutaussehend. Während eines Spazierganges hält jemand eine Pistole aus dem Wagen, und ein Brief versucht ihn davon abzuhalten, nach Baskerville zu kommen. Auch verschwinden Schuhe von Sir Henry im Hotel. Dennoch tritt Henry die Reise nach Baskerville an. Begleitet wird er von Dr. Mortimer und Dr. Watson, nicht aber von Holmes, der vorgibt, noch einen anderen Fall zu haben. Im Schloss von Baskerville treffen sie auf das Dienerehepaar Barryman, das sich äußerst seltsam verhält. So stellt sich Mr. Barryman mitten in der Nacht ans Fenster und gibt Leuchtzeichen. Watson und Henry folgen einem anscheinend antwortendem Leuchtzeichen im Moor und tatsächlich flüchtet eine düstere, bärtige Gestalt von dem Ort. Sie wissen nicht, dass es der Bruder von Mrs. Barryman ist, ein aus dem Gefängnis entflohener Mörder, dem Mr. und Mrs. Barryman zu essen geben. In dieser Nacht hören sie auch zum ersten Mal das Heulen des Hundes.
Watson und Henry machen Bekanntschaft mit dem Vogelkundler John Stapleton und seiner liebenswürdigen Schwester Beryl. Beryl rettet Henry davor, im Moor zu versinken, und sie finden beide Gefallen aneinander. Bei einem Abendessen der Stapletons mit den Nachbarn – Dr. Mortimer und seiner Frau, Beryl und John Stapleton sowie dem hitzköpfigen, aber nicht schlechten Nachbarn Frankland, der glaubt, dass Charles ermordet wurde – entschließt sich Mrs. Mortimer, eine Séance abzuhalten, da sie angeblich mit Toten sprechen kann. Sie befragt Sir Charles, warum er gestorben sei, und man hört das Heulen des Hundes. Die Stimmung wird immer düsterer, dennoch macht Henry Beryl später einen Heiratsantrag.
Dr. Watson wird in eine Höhle gerufen, in der er einem alten Trödler begegnet. Dieser entpuppt sich als Sherlock Holmes, der schon seit Tagen verdeckt in Baskerville ermittelt hatte. Das Wiedersehen wird durch einen Todesfall unterbrochen, sie sind Augenzeugen, wie der flüchtige Sträfling von einem Hund getötet wird. Die Barrymans hatten ihm alte Kleider von Sir Henry gegeben, was Holmes darauf schließen lässt, dass jemand den Hund mit Henrys verschwundenem Schuh auf ihn scharf gemacht hat und der Hund den Sträfling fälschlicherweise für Sir Henry hielt. Die bestürzte Mrs. Barryman muss das Geheimnis über ihren Bruder lüften.
Henry und Beryl wollen schon am nächsten Tag nach Kanada auf Hochzeitsreise gehen. Holmes versichert Sir Henry, dass der Sträfling für alles verantwortlich war und seine Probleme gelöst sind. Mit Watson reist er scheinbar mit dem Zug ab, steigt aber an der nächsten Haltestelle wieder aus. Er ist sich sicher, dass der wahre Täter in der Nacht zuschlagen wird, da es die letzte Gelegenheit ist, Henry zu töten. Mit seiner Abreise wollte Holmes den Verbrecher nur in Sicherheit wägen. Er und Watson reisen zurück, doch bricht die Kutsche, sodass sie den Rest des Weges durch das Moor zu Fuß laufen müssen.
Stapleton hat unterdessen ein Abschiedsessen gegeben. Sir Henry macht sich zu Fuß auf den Rückweg durchs Moor. John Stapleton entpuppt sich als der Verbrecher, er lässt eine Bestie frei und hetzt sie mit dem Schuh auf Sir Henry. Dieser kämpft mit dem Hund und ist bereits verletzt, als die eintreffenden Holmes und Watson den Hund erschießen. Stapleton sperrt Holmes in eine Kammer und besucht Baskerville, wo Sir Henry versorgt wird. Er gibt vor, diesen versorgen zu wollen, doch er will ihm ein tödliches Gift einflößen. Holmes hat sich befreit und kann Stapleton daran hindern. Er entlarvt diesen als den Übeltäter, der auch Sir Charles auf dem Gewissen hat. Anhand eines Bildes von Sir Hugo (dieser und Stapleton haben die gleichen Augen) beweist er, dass Stapleton mit den Baskervilles verwandt ist. Er wollte die ganze Familie auslöschen, um selbst Titel und Gut zu erben. Der von Stapleton eingekaufte übergroße Hund diente dabei nicht nur als Mordwaffe, sondern auch als scheinbarer Täter.
Stapleton kann flüchten, doch hat Holmes an allen Seiten Polizisten verteilt, somit bliebe ihm sonst nur der Weg durch die tödlichen Sümpfe des Grimpon Myre. Sherlock kehrt in den Raum zurück und entschuldigt sich bei Mrs. Stapleton; Sir Henry dankt ihm.

### Änderungen zum Roman
- Beryl Stapleton ist im Film John Stapletons Stiefschwester und nicht seine Frau und sie ahnt nichts von seinen Untaten.
- Sir Henry fürchtet das Moor und die Sage des Hundes nicht.
- Sherlock Holmes schickt Watson eine Nachricht, die Watson in sein Versteck auf dem Moor führt. Im Roman kommt Watson dem Mann auf der Felsspitze von allein auf die Spur. Watson ist im Roman nicht darüber wütend, dass Holmes doch nach Dartmoor gefahren ist, er ist sogar erleichtert, dass Holmes endlich da ist. Im Film ist er wütend, teils aber auch beleidigt.
- Holmes zieht im Roman nicht als Landstreicher verkleidet durch die Gegend.
- Die Séance-Szene wurde von Autor Ernest Pascal erfunden, diente aber späteren Verfilmungen als Vorlage und wurde zum Beispiel auch im BBC-Fernsehfilm aus dem Jahr 2002 mit Richard Roxburgh als Sherlock Holmes wieder aufgegriffen.
- Der Diener im Hause Baskerville und seine Frau heißen im Film Barryman und nicht wie im Buch Barrymore, in Rücksichtnahme auf die damals berühmte Schauspielerfamilie der Barrymores.
- Frankland hat eine Tochter, die Sir Charles am Tag seines Todes treffen wollte.

## Produktionshintergrund
In den Vereinigten Staaten hatte der Film am 31. März 1939 Premiere. Dies ist der einzige Sherlock-Holmes-Film, in dem der Holmes-Darsteller nicht als erster in der Besetzungsliste steht. Rathbone (Holmes) stand als zweiter hinter Richard Greene, der Sir Henry verkörperte. Nigel Bruce als Dr. Watson wird sogar nur an vierter Stelle genannt. 
Ohne dass es zuvor explizit das Ziel war, eine Filmreihe zu entwickeln, wurde Der Hund von der Baskervilke der Beginn der bekannten Sherlock-Holmes-Reihe mit Basil Rathbone, die insgesamt 14 Filme umfasst. Während die späteren Filme ab 1942 von Universal produziert wurden und B-Filme waren, sind dieser Film und der Nachfolger Die Abenteuer des Sherlock Holmes (die beide bei 20th Century Fox entstanden) deutlich aufwendiger produziert und besetzt. Auch verorten die späteren Filme die Handlung in der Jetztzeit der 1940er-Jahre, während die 20th-Fox-Filme noch in der Zeit der Holmes-Geschichten um 1900 angesiedelt sind. 1946 ließ Rathbone die Serie nach 14 Filmen einstellen, um von seinem Image als Sherlock Holmes loszukommen.

## Synchronisation
Eine erste Synchronfassung kommt aus dem DEFA Studio für Synchronisation in Leipzig. Sie wurde 1984 nach einem Buch von Heinz Nitzsche unter Dialogregie von Margot Seltman produziert. Die zweite Synchronfassung produzierte Studio Hamburg 1992 für das ZDF.
In der Originalversion deutet der letzte Satz im Film, als der den Raum verlassende Holmes „Watson – the Needle“ ausruft, den in Doyles Geschichten auch beschriebenen Drogenkonsum der Figur Holmes an. In den deutschen Synchronfassungen wurde dies mit Watson – Die Geige! bzw. Watson, wo bleiben Sie? sehr harmlos übersetzt.
| Rolle                 | Schauspieler    | Synchronisation (1984) | Synchronisation (1992) |
| --------------------- | --------------- | ---------------------- | ---------------------- |
| Sherlock Holmes       | Basil Rathbone  | Walter Niklaus         | Walter Niklaus         |
| Dr. Watson            | Nigel Bruce     | Hinrich Köhn           | Hinrich Köhn           |
| Sir Henry Baskerville | Richard Greene  | Dieter Bellmann        | Alexander Burk         |
| Dr. Mortimer          | Lionel Atwill   | Hans-Joachim Hegewald  | Franz Rudnick          |
| Jennifer Mortimer     | Beryl Mercer    | Brigitte Kreuzer       | Ingeborg Christiansen  |
| Mr. Barryman          | John Carradine  | Friedhelm Eberle       | Wolfgang Kaven         |
| Mr. Frankland         | Barlowe Borland | Kurt Berndt            | Franz-Josef Steffens   |
| John Stapleton        | Morton Lowry    | Peter Rauch            | Kai Henrik Möller      |
| Beryl Stapleton       | Wendy Barrie    | Ingrid Hille           |                        |
| Sir Hugo Baskerville  | Ralph Forbes    | Roland Hemmo           | Edgar Hoppe            |
| Kutscher Clayton      | E. E. Clive     | Fred-Arthur Geppert    | Peter Heinrich         |

## Kritik
Die New York Times schrieb 1939 im wohlwollenden Ton, der Film sei ein guter Spaß und setze die düstere Detektivgeschichte von Doyle relativ gut um. Möglicherweise erahne man als Zuschauer den Mörder aber schon vor Holmes.
Das Lexikon des internationalen Films bezeichnete den Film als eine „originalgetreue, atmosphärisch stimmige Verfilmung des Krimi-Klassikers von Arthur Conan Doyle“.

## DVD
Der Film ist im Jahr 2006 zusammen mit den Filmen Die Abenteuer des Sherlock Holmes, Die Stimme des Terrors und Die Geheimwaffe bei Koch Media Home Entertainment in einem 4er-DVD-Set erschienen. Enthalten sind beide Synchronfassungen des Films sowie ein Audiokommentar eines Sherlock-Holmes-Experten. Im September 2007 erschien der Film ebenso als Einzel-DVD. Er enthält den gleichen Filmtransfer und die gleichen Extras wie die Disc in der Box. Seit 2019 ist die Serie auch als BluRay erhältlich.